# Rohbau

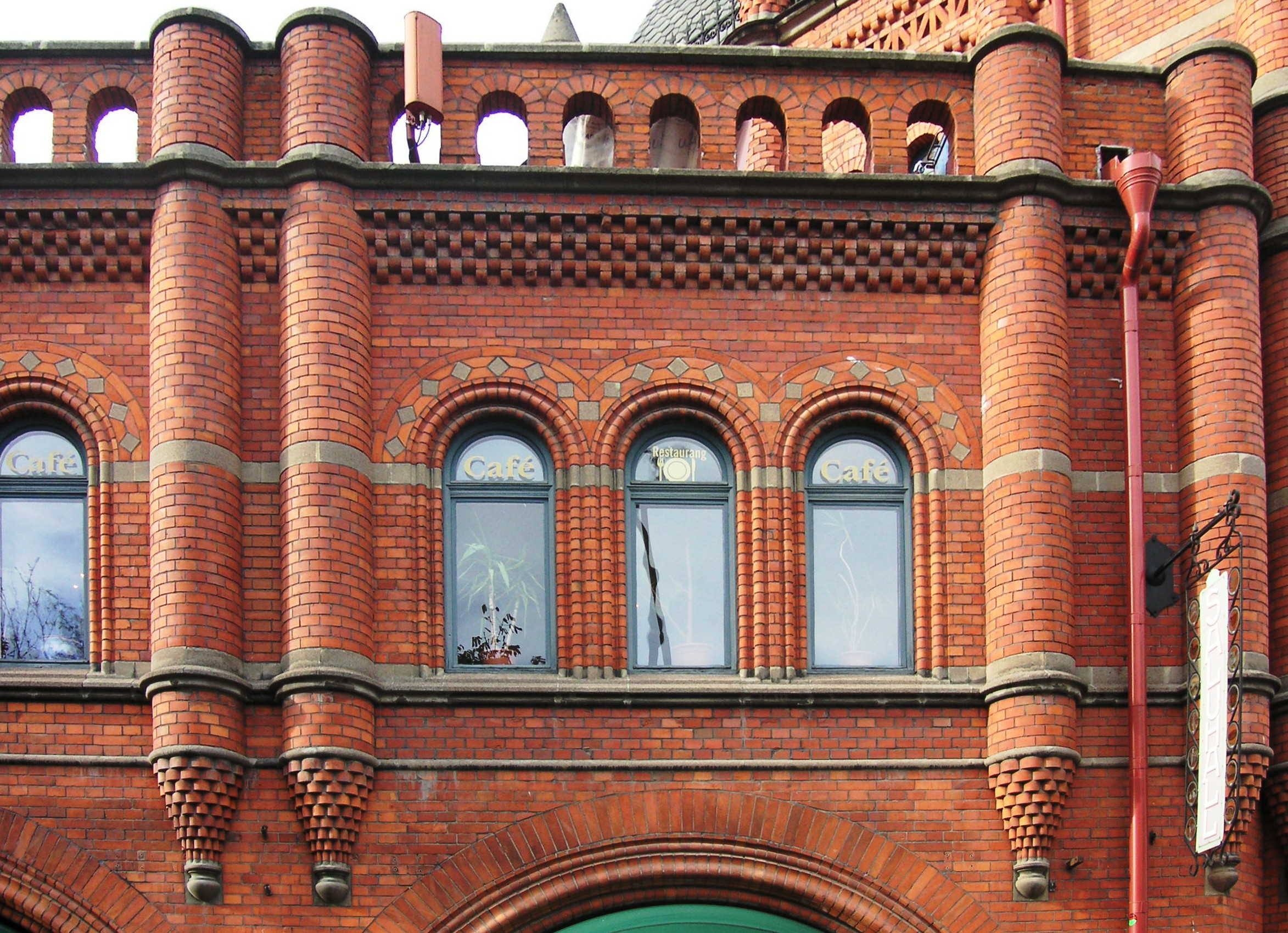
Fasaddetalj på Östermalmshallen.

Rohbau [råbau], (av tyskans roh, rå, och bau, byggnad), ett åldrigt fackuttryck inom arkitekturen som avser murverk av bränt tegel utan överdrag av puts.
Oputsade tegelfasader ansågs på 1800-talets mitt som något "ofärdigt".  Först i slutet av 1800-talet blev även oputsat tegel ett arkitektoniskt uttrycksmedel. Några exempel är Östermalms saluhall i Stockholm från 1888 av Isak Gustaf Clason och Kasper Salin, Göteborgs Auktionsverk från 1892 av Carl Fahlström och byggnaderna för Stockholms Stads vattenledningsverk uppförda från 1861 till 1897.
Rohbau i sin tyska betydelse av idag avser en icke färdig byggnad, d.v.s utan kompletteringar som fönster, dörrar, trappor, installationer, inredningar och liknande. Tyska Rohbau  motsvaras bäst av det svenska begreppet byggnadsstomme.